# ميثانية رزمية
الميثانية الرزمية (الاسم العلمي: Methanosarcina) هي جنس من العتائق تتبع فصيلة الميثاناوية الرزمية من رتبة الميثانيات الرزمية.